# Istiea
Istiea (en griego, Ιστιαία) es una localidad de Grecia, sede del municipio de Istiea-Edipsós, ubicada geográficamente en la parte norte de la isla de Eubea. Se encuentra en el centro de una llanura verde y fértil, a una distancia de 5 km del mar. Desde el siglo XV hasta el siglo XIX, la ciudad fue llamada Xirojori. Istiea tiene una población de 4339 habitantes, según el censo de 2011. 

## Origen del nombre
Según la mitología, la ciudad debe su nombre a la ninfa Istiea, hija de Hirieo, hijo de Poseidón y Alcíone y hermana de Oreos. Además, el nombre se supone que se deriva de las palabras griegas istíon o istós, que significa la vela, debido a la gran producción de cajas para la construcción de barcos a vela utilizando como materia prima los árboles de la montaña Teletrio. Desde el siglo XV hasta el siglo XIX, la ciudad fue llamada Xirojori, llamada así por el nombre del río Xiriás, que la atraviesa.

## Historia
La historia de Istiea comienza mucho antes de la era de Homero. Hallazgos de 2000 a. C., en el área montañosa entre Istiea y su puerto Oreoí, atestiguan la existencia de asentamientos en el periodo Heládico Medio. 
Durante la guerra de Troya, según Homero, su caudillo era Elefénor, el rey de los abantes, y participó en esta guerra con las ciudades de Eubea más importantes, como Calcis, Eretria, Cerinto otras. En el siglo V a. C. los istieos fundaron la colonia de Stenímajo en Rumelia del este. Sin embargo, después de la Batalla de Artemisio, Histiea sufrió una destrucción enorme por parte del ejército del rey Jerjes de Persia, que ocupó la ciudad y acampó allí por un corto tiempo, como lo atestigua Heródoto en su Historia (H' 23).  En los años que siguieron el final de las guerras persas, el área de Histiea pasó un período relativamente pacífico, bajo la influencia de los atenienses, dada su participación en la primera alianza ateniense. 
A principios del verano de 446 a. C. como nos informa Tucídides, el norte de Eubea desertó de la alianza ateniense. Esta apostasía resultó trágica para la ciudad de Histiea porque se convirtió en la receptora principal de la ira de Pericles, quien sin dificultad atacó y capturó a Eubea imponiendo castigos sin precedentes. Todos los habitantes de Histiea fueron expulsados a Tesalia y Macedonia, sus propiedades se distribuyeron entre los 1000 o 2000 colonos atenienses y la ciudad pasó a llamarse Óreo . 
Después del final de la guerra del Peloponeso, la ciudad llegó bajo el control de Esparta, los colonos atenienses fueron expulsados, su propiedad fue confiscada y la ciudad recibió su nombre original. Entonces, muchos descendientes de los perseguidos por Pericles regresaron a su patria de origen.

## Tiempos modernos
La antigua ciudad de Histiea, referida por Homero como "de numerosos racimos" ("πολυστάφυλόν θ᾽ Ἱστίαιαν", Ilíada II, 537) por sus numerosos viñedos en la llanura que rodeaba la ciudad, no estaba en el punto donde se construyó la ciudad moderna, sino unos dos kilómetros al oeste, hacia las aldeas de Oreoí y Taxiárchis, cerca de la colina de Palaiokamara, es decir «el arco antiguo», en las laderas del monte Teletrio, en el lugar llamado Drymos en una colina rocosa. 
La nueva ciudad, como aparece hoy, se comenzó a formar poco antes de la dominación otomana en Eubea en 1470, con el nombre de "Xirojori", registrada inicialmente en el censo de 1474 y mucho más tarde a través de los poemas del monje viajero Daponte a mediados del siglo XVII. Poco antes de la Revolución Griega de 1821, el norte de Eubea se incorporó a los territorios controlados y administrados por Ali Pasha. La provincia de Istiea permaneció en la jurisdicción de Ali Pasha hasta el día de su asesinato en enero de 1822. Istiea fue la escena de algunos de los primeros conflictos entre griegos y turcos durante la Revolución Griega de 1821. El 8 de mayo de 1821 se considera el día del levantamiento de los griegos en esta región. La integración definitiva de la ciudad en el nuevo estado griego tuvo lugar en marzo de 1833, junto con toda la isla de Eubea. Desde entonces Istiea fue la ciudad más importante y capital de la provincia de la Eubea del norte. En el inicio del siglo XX, decenas de voluntarios de la ciudad de Istiea participaron en la lucha de Macedonia, las batallas para su unificación con el estado griego, en la que un porcentaje de ellos cayeron en los campos de batalla. 
Hoy en día, en Istiea hay un interesante Museo de Historia Natural, creado y mantenido por la Asociación de Caza de la ciudad. Entre las atracciones principales, se incluyen animales y pájaros embalsamados y fotografías de muchos habitantes en la práctica de cazar que se pueden llevarnos en las condiciones de la vida local del siglo XX. 